# چشم‌وگوش‌بسته (فیلم ۱۹۹۳)
چشم‌وگوش‌بسته (انگلیسی: Born Yesterday) فیلمی کمدی در سال ۱۹۹۳ است که بر اساس نمایشی از گارسون کنین به نام متولد دیروز ساخته شده‌است، در این فیلم ملانی گریفیث، جان گودمن و دان جانسون بازی می‌کنند. این فیلم توسط داگلاس مک‌گراث اقتباس و توسط لوئیس ماندوکی کارگردانی شده‌است.
این فیلم بازسازی فیلمی در سال ۱۹۵۰ به همین نام است که در آن برودریک کرافورد، جودی هالیدی و ویلیام هولدن بازی کرده‌اند.